# Червоне (Подляское воеводство)
Червоне (пол. Czerwone) — деревня в Кольненском повете Подляского воеводства Польши. Входит в состав гмины Кольно. По данным переписи 2011 года, в деревне проживало 978 человек.

## География
Деревня расположена на северо-востоке Польши, на расстоянии приблизительно 3 километров (по прямой) к северо-западу от города Кольно, административного центра повета. Абсолютная высота — 122 метра над уровнем моря. Через Червоне проходит национальная автодорога .

## История
Согласно «Списку населенных мест Ломжинской губернии», в 1906 году в деревне Червоне проживало 1354 человека (682 мужчины и 672 женщины). В конфессиональном отношении большинство население деревни составляли католики (1329 человек), остальные — евреи (31 человек) и православные (4 человека). В административном отношении деревня входила в состав гмины Червоне Кольненского уезда.
В период с 1975 по 1998 годы Червоне являлась частью Ломжинского воеводства.